# Теллурид железа(II)
Теллурид железа(II) — бинарное неорганическое соединение железа и теллура с формулой FeTe.

## Получение
- Нагревание смеси чистых веществ:

{\displaystyle {\mathsf {Fe+Te\ {\xrightarrow {435^{o}C}}\ FeTe}}}

## Физические свойства
Теллурид железа(II) образует кристаллы
гексагональной сингонии,
пространственная группа P 63/mmc,
параметры ячейки a = 0,381 нм, b = 0,567 нм.

## Химические свойства
- При нагревании в вакууме обратимо разлагается:

{\displaystyle {\mathsf {2FeTe\ \rightleftarrows 2Fe+Te_{2}\uparrow }}}